# Prisma (geometri)
Se även Prisma (optik)

Femsidigt snett prisma. En höjd är utritad inne i prismat.

Ett prisma är en polyeder med två baser i form av polygoner, varav den ena basen är en parallellförskjutning av den andra och där sidoytorna således har formen av parallellogram. Hörnen på baserna kallas även prismats hörn. Sträckorna mellan motsvarande hörn hos baserna kallas kanter. De sammanlagda sidoytorna kallas mantelyta (eller bara sidoyta).
Ett prisma är regelbunden om baserna är regelbundna polygoner, och benämns efter sina baser - ett tresidigt (triangulärt) prisma har en triangel som bas, ett fyrsidigt en fyrsiding, o.s.v. Prismats höjd är det vinkelräta avståndet mellan baserna. Ett rätvinkligt prisma har sidoytor som alla är rätvinkliga  mot baserna, annars kallas prismat snett. Ett prisma sägs vara konvext om basen är en konvex månghörning.
Volymen av ett prisma är arean av basen multiplicerat med höjden.
Ett prisma är en specialform av en cylinder där basytorna är polygoner [källa behövs].